# Северна Холандия
Северна Холандия (Норд-Холанд, на нидерландски: Noord-Holland произн.) е провинция на Нидерландия в северозападната част на страната. Столица е Харлем. Провинцията има ок. 2,61 милиона жители (2006) и най-големият ѝ град е Амстердам. Провинцията е с площ 4019 km², от които 1419 km² са водна площ.

## География
Северна Холандия се състои в по-голямата си част от полуостров с форма на глава между Северно море, Вадензе и Айселмер. На юг провинцията граничи със Южна Холандия и Утрехт, а на север по Афслойтдайк с провинцията Фризия.
Провинцията може да се раздели на северна и южна част с граница Нордзеканал (и в миналото Ай).
На юг от Ай са разположени градските райони на Амстердам, Харлем, Харлемермер с летището Схипхол и също Гой, също така гъстонаселен, но съвсем различен като ландшафт (горист и не съвсем равен).
На север от Ай се намира Занстрек и други по-малки части от амстердамската агломерация. Гъстонаселената част се простира до малко след Алкмар. В тази част от провинцията има и по-селски райони: Ватерланд, големите пресушени области Схермер, Бемстер, Вормер и Пюрмер и съвсем на север Западна Фризия, Вирингермер и бившият остров Виринген и фризийският остров Тесел.
Западният бряг на провинцията е защитен в по-голямата си част от дюни. Там са известните плажове на Зандворт, Егмонд и Берген. Областта между Харлем, Велсен (от двете страни на Нордзеканал), Бевервайк и Алкмар се нарича Кенемерланд. На север от нея лежи старото пазарно селище Схаген и на най-северната точка на полуострова военноморското пристанище Ден Хелдер, откъдето тръгват и фериботите за Тесел.
На източния бряг са разположени историческите градове Хорн, Енкхойзен, Медемблик, Моникендам и Едам, както и островът Маркен и забележителното рибарско селище Волендам.
Основните вътрешни води в Северна Холандия са Ай (някога залив) и Нордзеканал и вливащите се в него направо или чрез канали реки Амстел, Зан и Спарне и Нордхоландс Канал и Амстердам-Райнканал (каналът Амстердам-Рейн).